# Кастеј
Кастеј (фр. Casteil; кат. Castell de Vernet) насеље је и општина у јужној Француској у региону Лангдок-Русијон, у департману Источни Пиринеји која припада префектури Прад.
По подацима из 2011. године у општини је живело 124 становника, а густина насељености је износила 4,16 становника/km². Општина се простире на површини од 29,83 km². Налази се на средњој надморској висини од 750 метара (максималној 2.721 m, а минималној 697 m).

## Демографија
| 1962. | 1968. | 1975. | 1982. | 1990. | 1999. | 2011. |
| ----- | ----- | ----- | ----- | ----- | ----- | ----- |
| 42    | 59    | 50    | 52    | 102   | 130   | 124   |

График промене броја становника у току последњих година